# Analí Gómez
Analí Gómez (Punta Hermosa, 9 de agosto de 1987) es una surfista peruana, conocida por haber obtenido los títulos de campeona mundial de surf en 2014, por la  International Surfing Association; tres veces campeona sudamericana por la World Surf League en 2014, 2015 y 2017, campeona latinoamericana en 2019. Es una de las deportistas más reconocidas en el surf en Perú en el siglo XXI.

## Biografía
Gómez es la undécima hija del matrimonio de Víctor Gómez y Vilma Quiroz quienes han vivido en Punta Hermosa toda su vida. Desde muy joven empezó a practicar el surf a pesar de la oposición de su madre por tratarse de un deporte elitista. Aprendió a nadar a los 4 años cuando su padre, pescador, la puso en el agua. Empezó a surfear a los 7 y  a los 11 años Luis Miguel Magoo La Rosa, conocido surfista, reconoció el talento de Gómez y decidió entrenarla. Sofía Mulanovich, de quien es admiradora, le regaló su primera tabla. A los 14 años se convirtió en campeona sudamericana y a los 19 obtuvo el título de subcampeona mundial junior.

## Distinciones
- Laureles deportivos en el grado de Gran Cruz, otorgado por el Instituto Peruano del Deporte.[11]
- 1º Lugar Open Latinoamericano de surf 2019 ALAS[1]
- 2X  WCT Femenino Punta de Lobos 2018, 2019[1]

## Impacto cultural

Olas en Punta Hermosa, donde creció Gómez junto a su familia.

En 2016 denunció la discriminación de grandes marcas, que hizo que en 2015 se quedara sin auspiciadores, al respecto afirmó:

Era porque las marcas estaban auspiciando a gente que le servía más como modelo. Buscaban 'gringuitas' de ojos claros para las portadas. Si yo hubiera tenido el pelo rubio, la piel blanca y los ojos azules, quizás me habría tocado esa oportunidad, aunque no tuviera el talento.

Tras realizar la denuncia firmó contratos que le permitieron seguir con su carrera. Al respecto afirma que su denuncia, como afroperuana sienta un antecedente, en sus palabras:

Lo que he hecho no ha sido solo para mí, he abierto las puertas a otras personas.

En 2019 se publicó un libro sobre su vida: El Reto de Analí Gómez: La campeona del surf que surcó las olas de la discriminación.

## Vida personal
En 2022 durante un viaje a París, anunció su compromiso matrimonial con su novia Lariss Montoya.